# AN/SSQ-2
AN/SSQ-2 — американский одноразовый пассивный ненаправленный гидроакустический буй, поступивший на вооружение ВМС США в 1950 году. Предназначен для прослушивания подводных акустических сигналов и передачи их по УКВ-радиканалу на самолёт-носитель или другой объект, оборудованный соответствующим приёмником. 
Первый послевоенный американский гидроакустический буй, пришедший на смену CRT-1 времён Второй мировой войны. В 1960-х годах использовался в гидроакустических системах Julie и Jezebel.
Устанавливался с самолётов и вертолётов. Сброс осуществляется при следующих условиях:
- Скорость до 278 км/ч (150 уз.), высота не менее 45 м;
- Скорость до 463 км/ч (250 уз.), высота не менее 150 м.

При сбросе буя в верхней части поплавка в воздухе раскрываются 4 лопасти, благодаря которым буй начинает вращаться, замедляя скорость падения и стабилизируя ориентацию в пространстве. При попадании буя в воду блок вращающихся лопастей отбрасываются; разбиваются ампулы с красителем, которые окрашивают воду вокруг буя в красный цвет; из днищевой части поплавка выходит микрофон, который опускается на глубину 12 м (длина полностью размотанной катушки с кабелем); выдвигается УКВ-антенна; забортная вода попадает в отсек аккумулятора, выполняя роль электролита, после чего в течение минуты аппаратура буя приводится в рабочее состояние.
Подводный акустический сигнал принимается гидрофоном, усиливается, преобразуется в частотно-модулированный УКВ-сигнал и ретранслируется передатчиком. Сигнал принимается на объекте носителе, детектируется и обрабатывается сигнальным процессором, обнаруживая и идентифицируя подводные объекты.
Расположение буя в дневное время определяется по пятну красителя, в ночное - по двум сигнальным лампочкам накаливания. Для обнаружения буя на больших расстояниях предназначен радиомаяк, приёмник которого принимает сигнал запроса в диапазонах X и S, а передатчик возвращает окончание сигнала запроса в амплитудно-модулированном виде. Ответный сигнал в диапазоне S различим на расстоянии 15 миль, в диапазоне X — на расстоянии 10 миль (в обоих случаях с высоты 600 м). 
Для работы с буем самолёт-носитель должен быть оснащён приёмником AN/ARR-26 или AN/ARR-31, радаром диапазона X AN/APS-33 или радаром диапазона S AN/APS-20A.
Буй оснащён автоматическим затапливающим устройством, который представляет собой водорастворимую заглушку, закрывающую отверстие в подводной части поплавка между его внутренней полостью и забортной водой. После растворения заглушки вода попадает во внутреннюю полость буя и буй тонет. Время затопления зависит от температуры воды, в более тёплой воде заглушка растворяется быстрее. Если необходимо возвратить буй, заглушка перед пуском заклеивается специальной клейкой лентой.
Источником питания буя является сухая батарея B, обеспечивающая под нагрузкой напряжения +150, +45, –3 и –15 В, и активируемая забортной водой батарея A с напряжениями 1,25 и 2,5 В. Ненагруженное напряжение батареи B около 180 В.
Антенна передатчика представляет собой четвертьволновой вибратор, сделанный из покрытой кадмием стальной ленты, которая в нерабочем состоянии свёрнута в спираль и находится под сбрасываемым колпачком. При сбросе колпачка антенна распрямляется в вертикальное положение в верхней части поплавка. Антенна радиомаяка расположена под пластиковым радиопрозрачным колпаком в верхней части поплавка и представляет собой три полуволновых щелевых излучателя для диапазона X и один червертьволновой щелевой излучатель для диапазона S.
Модификация AN/SSQ-2B производилась начиная с 1951 года.

## Тактико-технические характеристики
- Глубина погружения гидрофона — 12 м[1]
- Дальность прослушивания — 0,5–4 мили[1]
- Длительность функционирования — 1,5 часа в морской воде при температуре 0–30°С[1]
- Частота передатчика — один из фабрично установленных каналов в диапазоне 162–174 МГц. Номер канала нанесён трафаретом у днища буя[1]
- Мощность передатчика — 0,25 Вт[1]
- Срок хранения[1]:
  - Оборудование — 5 лет;
  - Батарея — 1 год при температуре от —35 до +22°С
- Вес — 7,3 кг[1]
- Размеры[1]:
  - Длина — 914,4 мм
  - Диаметр — 123,8 мм